# Die Endlichkeit der Freiheit
Die Endlichkeit der Freiheit war ein Ausstellungsprojekt in Ost- und West-Berlin, das vom 1. September bis zum 7. Oktober 1990 im öffentlichen Raum stattfand. Die Teilnehmer waren: Giovanni Anselmo, Barbara Bloom, Christian Boltanski, Hans Haacke, Rebecca Horn, Ilya Kabakov, Jannis Kounellis, Via Lewandowsky, Mario Merz, Raffael Rheinsberg und Krzysztof Wodiczko. Es war ein einzigartiges Ausstellungs- wie kulturpolitisches Großprojekt der politischen Wendezeit. Es war das einzige Ausstellungsprojekt dieser Größenordnung, das 1990 von BRD und DDR gemeinsam finanziert und realisiert wurde. Der Gesamtetat betrug 1,5 Millionen DM, die DDR beteiligte sich mit 10.000 Mark. Der Spiegel nannte sie die „wichtigste Ausstellung“ des Jahres 1990.

## Entstehungsumstände
Das Projekt geht auf eine Idee des Dramatikers Heiner Müller und der später beteiligten Künstler Rebecca Horn und Jannis Kounellis aus dem Jahr 1986 zurück. Kunst, zeitgleich ausgestellt in Ost und West, sollte die Mauer perforieren, um Gemeinsames zu finden, Verschiedenheiten, aber auch Verbindungen herzustellen zwischen den verschiedenen Teilen, nicht nur Berlins. Erst nach der Maueröffnung im November 1989 konnte die Idee umgesetzt werden: Innerhalb von nur acht Monaten realisierten die Kuratoren Wulf Herzogenrath und Christoph Tannert und Joachim Sartorius vom Deutschen Akademischen Austauschdienst das Projekt "Die Endlichkeit der Freiheit".

## Konzept
An der Grundidee von 1986, Kunst in Ost und West zu zeigen, wurde festgehalten. Im Jahr 1990 lag der Akzent plötzlich eher auf dem Trennenden, „auf dem, was sehr schwer zu vereinigen ist und was wahrscheinlich auch in den nächsten Jahren gar nicht zusammengeht“, so Müllers Prophezeiung. Das Vakuum 1990, eine Situation, die sich durch den Verlust von Sicherheit und Ordnung auszeichnete, wurde zum Raum für Kunst, die eher verunsicherte als bestätigte. Im Faltblatt hieß es: „An bestimmten Orten wird die Zeit des Umbruchs für einen Moment angehalten, um eine andere künstlerische Politik zu machen.“

## Titel
Der Titel, von Heiner Müller formuliert, spiegelte die Ambivalenz der Zeit, vermischte Euphorie mit Skepsis: „Endlich Freiheit“ implizierte die Freude über den politischen Umbruch; „Endlichkeit“ reflektierte zugleich deren zeitliche Beschränktheit.

## Kunstwerke

### Hans Haacke: „Die Freiheit wird jetzt einfach gesponsert – aus der Portokasse“
Während die Grenzanlagen in Berlin demontiert wurden, zögerte Hans Haacke den Abriss eines Grenzturms in Kreuzberg hinaus und verfremdete ihn weithin sichtbar: Auf dem Turm, von einem Gitter geschützt, drehte sich ein neonblau leuchtender Mercedes-Stern. Unter getönten Glasfenstern waren die Schriftzüge „Kunst bleibt Kunst“ und „Bereit sein ist alles“ zu lesen.

Die Kunsthistorikerin und Journalistin Sarah Alberti schreibt in der Wochenzeitung Der Freitag: 

„Der Turm versinnbildlichte den Osten, der Stern den Westen. Die Montage warf Fragen auf: Wie gehen die unterschiedlichen Systeme zusammen? Sind einzelne Elemente kombinierbar? Oder kommt es zu Missverständnissen und ungewollten Überlagerungen? Die erhöhte Positionierung des Sterns legt die Prophezeiung nahe, dass das wirtschaftliche (Kontroll-) System das bisherige politische ersetzt. Das Wachturm-Projekt verdeutlichte im Sommer 1990 die Vormachtstellung des Westens, prophezeit die Kapitalisierung des Ostens. Haacke versah den Turm zudem genau zu dem Zeitpunkt mit einem Symbol des Konsums, als die Mauer zum Konsumgut wurde. Am 20. Juni 1990 versteigerte etwa das Auktionshaus Sotheby’s in Monte Carlo 81 einzelne Mauersegmente für jeweils bis zu 30.000 DM, die Gesamteinnahmen betrugen zwei Millionen DM. Der Stern verweist auch konkret auf die Aktivitäten von Daimler-Benz in Berlin 1990: Im Sommer hatte das Unternehmen Filetstücke auf dem Potsdamer Platz für ein Zehntel des geschätzten Wertes erworben. Bereits 1990 war dies öffentlich diskutiert wurden. Haackes Wachturm griff diese Debatte auf, kritisierte das Unternehmen und das überstürzte Vorgehen des Berliner Senats. Zwei Jahre später musste der Konzern 33,8 Millionen Euro nachzahlen, da Wettbewerbshüter den Kaufpreis für rechtswidrig erklärt hatten. Eine ironische Werbesäule für Daimler-Benz – gestützt wird diese Lesart des Turms von den Schriftzügen „Kunst bleibt Kunst“ und „Bereit sein ist alles“, die zwei aktuellen Werbeanzeigen des Unternehmens entlehnt waren und an den Pionier-Gruß denken ließen. Schließlich verwies der Stern deutlich auf ein weiteres Berliner Gebäude: Auf dem Dach des Europa-Center dreht sich bis heute ein entsprechender, wenn auch viel größerer Mercedes-Stern, der West-Berlin während der Teilung symbolisch an der westdeutschen Wirtschaftskraft teilhaben ließ. Haacke nutzte die negative Konnotation des Wachturms für eine kritische Analyse und Zukunftsprognose im politischen Vakuum 1990.“

### Rebecca Horn: „Raum des verwundeten Affen“
In einem abgedunkelten Raum zu ebener Erde im Gebäude in der Stresemannstraße 128 inszenierte Rebecca Horn den "Raum des verwundeten Affen": Auf dem Boden lag Kohle, eine Schneidemaschine bewegte sich geräuschvoll auf und ab und durch ein Fernglas und zwei Löcher in der Fassade konnte man gen Westen blicken. An der Decke waren paarweise sechs schlangenförmige Kupferrohre montiert, die geladen mit Hochspannungsstrom zwischen sich Lichtbögen erzeugen und den Raum in ein spärliches Licht tauchen. Das Gegeneinander der Stäbe wurde am Boden von zwei Metronomen aufgenommen, die verschiedene Zeittakte anschlugen.
Die Kunsthistorikerin und Journalistin Sarah Alberti schreibt:

„Indem Horn den Raum zugänglich machte, betonte sie den euphorischen Moment der Maueröffnung, die nicht zuletzt das Ende des Schießbefehls zur Folge hatte. Zugleich war die deutsche Teilung noch sichtbar in das räumliche Setting eingeschrieben, so durch eine in die Hinterlandmauer eingebaute Tür und verbarrikadierte Schaufenster des einstigen Geschäftes gen Westen. Horn versinnbildlichte die Grenzanlagen in ihrer permanenten Gefahr: Der abgedunkelte Raum machte deutlich, was für Bürgerinnen und Bürger der DDR Jahrzehnte Realität war. Die Schneidemaschine kann als Metapher für die Grenzsoldaten interpretiert werden, die eingesetzt waren, um die DDR vor Republikflüchtlingen zu schützen. Dieser Eindruck wurde gestützt von der Geräuschkulisse: Das Klacken der Maschine erinnerte an automatische Schießanlagen, die auf kleinste Bewegungen reagierten.“

#### Restaurierung
Nach dem Ausstellungsprojekt „Die Endlichkeit der Freiheit“ wurde der „Raum des verwundeten Affen“ vom Land Berlin erworben und der Nationalgalerie überantwortet. 1996 erstmals im gerade eröffneten Hamburger Bahnhof – Museum für Gegenwart – Berlin reinszeniert, ist dieses Schlüsselwerk der Sammlung der Nationalgalerie für die Erstpräsentation im Neubau am Kulturforum vorgesehen. Die Arbeit bildete den ersten Teil der Reihe „IN PREPARATION. Schaurestaurierung für den Neubau der Nationalgalerie am Kultuforum“. Die Reihe ermöglicht einen Blick hinter die Kulissen der Museumsarbeit und konkret in die Vorbereitungen für den Neubau der Nationalgalerie. Die Schaurestaurierung fand vom 17. März 2020 bis 25. Mai 2020 im Kulturforum statt. Wegen der Corona-Pandemie konnte sie jedoch nicht der Öffentlichkeit präsentiert werden.

### Giovanni Anselmo: „PARTICOLARE“
Giovanni Anselmo (1934–2023) erfüllte zwar die vertragliche Vorgabe der Zweiteiligkeit, entschied sich jedoch gegen den öffentlichen Raum und funktionierte zwei Innenräume zum White Cube um: In Ost-Berlin nutzte er dafür die Wohnung des Grafikdesigners Grischa Meyer in der 3. Etage der Pasteurstraße 40 im Stadtteil Prenzlauer Berg. Alle Möbel wurden aus dem Zimmer geräumt. In weißen Versalien wurde das Wort PARTICOLARE auf Wände, Fußleisten projiziert, die im wahrsten Wortsinn Teil des Werkes wurden. Das Lichtbild traf auf unscheinbare Details und brach sich an den Besuchern, die in den Strahlengang der Projektion traten. In West-Berlin nutzte Anselmo die Räume der Agentur INTER ART.
Die Kunsthistorikerin und Journalistin Sarah Alberti schreibt:

„Die Arbeit verweist auf die besondere politische Situation, die sich in diesen einschreibt. Die Wahl der „urbanen Keimzellen“ erweitert die universelle Lesbarkeit des Werkes insbesondere vor dem Hintergrund der Bedeutung des privaten Rückzugsraums in der DDR: Je älter die DDR wurde, desto wichtiger war für den Menschen insbesondere die Wohnung, beschrieb Adelheid von Saldern das Phänomen. In einer Welt, in der soziale Interaktionen streng überwacht wurden, diente die Privatsphäre vielen Menschen als letzter Rückzugsraum für Individualität, abweichende Meinung und eigene Identitätsbildung. Hier konnte Religiösität gelebt, eine gehobene soziale Stellung anhand von Möbeln und Haushaltsgegenständen Ausdruck verleihen werden, hier konnten West-Geschenke und West-Medien benutzt werden. Die Privatwohnung, sie konnte Parallel-Universum sein.“

### Giovanni Anselmo: „Particolare – Die Endlichkeit der Freiheit“ (1990)
Ein Film von Sarah Alberti und Grischa Meyer mit Giovanni Anselmo, Wulf Herzogenrath und Heiner Müller und Filmausschnitten aus „Die Endlichkeit der Freiheit“ von Heinz Peter Schwerfel für Artcore Film / Defa Dokumentarfilmstudio, 1991
Grischa Meyer verantworte 1990 das grafische Erscheinungsbild des Ausstellungsprojektes und stellte Giovanni Anselmo seine Privatwohnung im Prenzlauer Berg zur Verfügung. Gemeinsam mit der Kunsthistorikerin und Journalistin Sarah Alberti, die das Projekt im Rahmen ihrer Promotion anhand von Archivmaterial und Zeitzeugeninterviews rekonstruiert hat, erinnert er sich am originalen Ausstellungsort an den Sommer 1990.

## Wissenschaftliche Forschung
Die Kunsthistorikerin und Journalistin Sarah Alberti verfasst ihre Dissertation zum Ausstellungsprojekt "Die Endlichkeit der Freiheit":

„Die besonderen Entstehungsumstände berücksichtigend, wird das Ausstellungsprojekt im Rahmen der Dissertation als Zeitzeugnis begriffen und daraufhin befragt, inwieweit es organisatorisch die Geschehnisse, Umbrüche und Annäherungen beider deutscher Staaten auf (kultur-)politischer Ebene im Jahr 1990 spiegelt. Die kuratorisch indirekt formulierten Setzungen Ortsspezifik, Zeitspezifik und Prozesshaftigkeit bilden die zentralen Analysekriterien für ausgewählte künstlerische Beiträge, die die politische Vakuumsituation des Jahres 1990 nicht nur spiegeln, sondern auch deutsch-deutsche Geschichte kommentieren oder gar künftige Entwicklungen prognostizieren. Die schließlich sichtbaren Beiträge, die kuratorischen Intentionen sowie die historische Vakuumsituation werden aufgrund ihrer genuinen Relationalität einander stets gespiegelt, das Projekt aufgrund seiner Entstehungsumstände auf seine Zeitzeugenschaft für das Jahr 1990 hin untersucht und die künstlerischen Beiträge als öffentlich geäußerte Statements zur Situation Berlins auf dem Weg zur deutschen Einheit gelesen.“

Die Dissertation ist an der Bauhaus-Universität Weimar im Graduiertenkolleg "Identität & Erbe" angesiedelt: 

„Das Kolleg leitet zur kritischen Erforschung von Identitäts- und Erbe-Konstruktionen an, die auf Bauwerken, historischen Orten und anderen, hauptsächlich dinglichen, kulturellen Überlieferungen gründen und hat zum Ziel, ein Modell für eine interdisziplinäre kritische Kulturerbe-Forschung und eine Kulturerbe-Theorie zu entwickeln, die den Ansatz einer partizipatorischen und demokratischen Erbe-Interpretation mit der Feinbeobachtung und Deutung der materiellen Beschaffenheit der Gegenstände verbindet.“

## Filme zum Projekt
- GIOVANNI ANSELMO PARTICOLARE DIE ENDLICHKEIT DER FREIHEIT 1990. Ein Film von Sarah Alberti und Grischa Meyer. Mit Giovanni Anselmo, Wulf Herzogenrath und Heiner Müller und Filmausschnitten aus „Die Endlichkeit der Freiheit“ von Heinz Peter Schwerfel. Für Artcore Film / Defa Dokumentarfilmstudio, 1991. Eine Produktion im Rahmen des Ausstellungsprojektes »Die Balkone 2 - Scratching the Surface« kuratiert von Övül Ö. Durmusoglu und Joanna Warsza im Prenzlauer Berg, Berlin (30.4.-2.5.2021). Gefördert durch den Hauptstadtkulturfonds. Abrufbar unter: https://www.youtube.com/watch?v=mz-H4oyPdnQ
- Rebecca Horn „Raum des verwundeten Affen“ – Entstehungsgeschichte des Werkes Abrufbar unter: https://vimeo.com/453588437